# Доњи Карин
Доњи Карин је насељено мјесто у Буковици, у сјеверној Далмацији. Припада граду Бенковцу, у Задарској жупанији, Република Хрватска.

## Географија
Налази се на природној граници кршевитог региона Буковице и плодног, равног подручја Равних Котара. Административно припада граду Бенковцу, док оближње истоимено село Горњи Карин припада граду Обровцу. За ова два села је одомаћен заједнички назив Карин. Карин се налази на обали Каринског залива, природног наставка Новиградског залива Јадранског мора, који локално становништво назива Каринско море.

## Историја
Доњи Карин се од распада Југославије до августа 1995. године налазио у Републици Српској Крајини. Као и у остатку РСК, српско становништво је етнички очишћено у хрватској војној операцији Олуја. Након Олује, у Карин се населила неколицина Хрвата из БиХ, који су углавном запосјели куће и викендице пријашњих српских власника.

## Култура
У Доњем Карину се налази храм Српске православне цркве Светих Кирика и Јулите, саграђен 1537. године.

## Становништво
По попису становништва из 2001. године, Доњи Карин је имао 101 становника, од чега 48 Хрвата и 43 Срба. Доњи Карин је према попису становништва из 2011. године имао 174 становника, углавном Срба.
| Националност       | 2001. | 1991. | 1981. | 1971. | 1961. |
| Срби               | 43    | 504   | 559   | 635   | 718   |
| Југословени        | ―     | 2     | 4     | 7     |       |
| Хрвати             | 48    | 4     | 6     | 6     | 6     |
| остали и непознато | 10    | 4     | 6     | 1     |       |
| Укупно             | 101   | 514   | 575   | 649   | 724   |

| Демографија | Демографија | Демографија |
| Година      | Становника  | Становника  |
| ----------- | ----------- | ----------- |
| 1961.       | 724         |             |
| 1971.       | 649         |             |
| 1981.       | 575         |             |
| 1991.       | 514         |             |
| 2001.       | 101         |             |
| 2011.       |             | 174         |

## Попис 1991.
На попису становништва 1991. године, насељено место Доњи Карин је имало 514 становника, следећег националног састава:
| Попис 1991.‍ | Попис 1991.‍ | Попис 1991.‍ | Попис 1991.‍ | Попис 1991.‍ |
| ----------- | ----------- | ----------- | ----------- | ----------- |
|             |             |             |             |             |
| Срби        | Срби        |             | 504         | 98,05%      |
| Хрвати      | Хрвати      |             | 4           | 0,77%       |
| Југословени | Југословени |             | 2           | 0,38%       |
| Пољаци      | Пољаци      |             | 1           | 0,19%       |
| остали      | остали      |             | 1           | 0,19%       |
| непознато   | непознато   |             | 2           | 0,38%       |
| укупно: 514 |             |             |             |             |

## Презимена
- Алавања — Православци, славе Св. Јована
- Богуновић — Православци, славе Св. Јована
- Видић — Православци, славе Ђурђевдан
- Дмиовић — Православци, славе Ђурђевдан
- Дуброја — Православци, славе Св. Јована
- Иваниш — Православци, славе Св. Јована
- Кончаревић — Православци, славе Св. Николу
- Кужет — Православци, славе Ђурђевдан
- Кукавица — Православци, славе Св. Николу
- Лакић — Православци, славе Св. Николу
- Лацмановић — Православци, славе Ђурђевдан
- Миланко — Православци, славе Св. Николу
- Стегњаја — Православци, славе Ђурђевдан
- Шуша — Православци, славе Св. Стефана

## Познате личности
- Симеон Кончаревић, епископ Далмације и Бока которске